# Humera
Humera, Himera – miasto w północnej Etiopii, koło granicy z Sudanem i Erytreą. Położona w Strefie Mi'irabawi w regionie Tigraj. Humera to administracyjne centrum Kafta Humera
Miasto posiada port lotniczy Humera.
Według Centralnej Agencji Statystycznej (CSA) w Etiopii, w mieście mieszka 25 433 osób, w tym 14364 mężczyzn i 11069 kobiet (2005). Liczba ludności bardzo wzrasta, ponieważ w 1994 roku mieszkało 17800 ludzi.
13 marca 2008 roku w wyniku wybuchu bomby przyczepionej do autobusu, zginęło 8 osób a 26 zostało rannych.